# Constantin Angelescu
Constantin Angelescu (1870 - 1948), foi um político romeno que ocupou o cargo de primeiro-ministro como interino por cinco dias, de 30 de dezembro de 1933 e 3 de janeiro de 1934.